# Les Dernières 24 heures de...
 (juillet 2020).
Si vous disposez d'ouvrages ou d'articles de référence ou si vous connaissez des sites web de qualité traitant du thème abordé ici, merci de compléter l'article en donnant les références utiles à sa vérifiabilité et en les liant à la section « Notes et références ».
Les Dernières 24 heures de... (Final 24) est une série documentaire canadienne diffusée depuis 2006 à Global Television Network, Discovery Channel et A&E. Au Québec, elle est diffusée sur Musimax.
La série explore les dernières 24 heures de personnes célèbres, comme un chanteur, un acteur, etc.

## Liste des épisodes
Les 15 épisodes de cette série sont :
| N° | Célébrité            | Date de la mort   | Age | Cause du décès                                   |
| -- | -------------------- | ----------------- | --- | ------------------------------------------------ |
| 1  | Sid Vicious          | 2 février 1979    | 21  | Overdose liée à la prise de drogues              |
| 2  | John Belushi         | 5 mars 1982       | 33  | Overdose liée à la prise de drogues              |
| 3  | River Phoenix        | 31 octobre 1993   | 23  | Prise de drogues provocant une crise cardiaque   |
| 4  | Marvin Gaye          | 1er avril 1984    | 44  | Tué par son père                                 |
| 5  | John Kennedy Jr.     | 16 juillet 1999   | 38  | Accident d'avion                                 |
| 6  | Hunter S. Thompson   | 20 février 2005   | 67  | Suicide via arme à feu                           |
| 7  | Natalie Wood         | 29 novembre 1981  | 43  | Mort accidentelle, noyée                         |
| 8  | Gianni Versace       | 15 juillet 1997   | 50  | Tué par Andrew Cunanan                           |
| 9  | Jim Morrison         | 3 juillet 1971    | 27  | Crise cardiaque (aucune autopsie pratiquée)      |
| 10 | Anna Nicole Smith    | 8 février 2007    | 39  | Overdose accidentelle liée à la prise de drogues |
| 11 | Janis Joplin         | 4 octobre 1970    | 27  | Overdose liée à la prise de drogues              |
| 12 | Keith Moon           | 7 septembre 1978  | 32  | Overdose liée à la prise de drogues              |
| 13 | Nicole Brown Simpson | 12 juin 1994      | 35  | Poignardée à mort                                |
| 14 | David Koresh         | 19 avril 1993     | 33  | Suicide                                          |
| 15 | Tupac Shakur         | 13 septembre 1996 | 25  | Complications liées à des blessures par balle    |

## Production
- Producteurs : Oksana Borowik, Kathryn Buck
- Producteurs exécutifs : David Tibbals, Simon Lloyd, Glen Salzman
- Maisons de production : Next Film, Cineflix Productions
- Date de diffusion originale : 16 avril 2006
- Version française : TVMaxPlus Productions
- Adaptation française : Manon Beaudoin

## Voix originale
- Dave McRae: Narrateur

## Voix québécoise
- Normand Beaudoin: Narrateur